# دی.دی. جکسون
دی. دی. جکسون (انگلیسی: D. D. Jackson؛ زادهٔ ۲۵ ژانویهٔ ۱۹۶۷) موسیقی‌دان و آهنگ‌ساز اهل کانادا است.
از فیلم‌ها یا مجموعه‌های تلویزیونی که وی در آن‌ها نقش داشته‌است، می‌توان به پگ + پیشی اشاره نمود.